# Jadwiga Książek
Pour les articles homonymes, voir Książek.
Jadwiga Marko-Książek, née le 6 avril 1939 à Zelwa et mort le 30 janvier 2019, est une joueuse de volley-ball polonaise.

## Carrière
Jadwiga Książek participe aux Jeux olympiques de 1964 à Tokyo et aux Jeux olympiques de 1968 à Mexico. Elle remporte la médaille de bronze avec l'équipe nationale de Pologne lors de ces deux compétitions.